# جون بيفان (لاعبة كرة الريشة)
جون بيفان (بالإنجليزية: June Bevan)‏ هي لاعبة كرة الريشة أسترالية، ولدت في 9 يونيو 1931.